# Муо, Анри
Анри́ Муо́ (фр. Henri Mouhot, 15 мая 1826, Монбельяр, Франция — 10 ноября 1861, Нафан, Лаос) — французский естествоиспытатель и путешественник, более всего известный тем, что «открыл» для Европы и популяризовал на Западе кхмерский храмовый комплекс Ангкор-Ват.
Существует распространённая версия о том, что Муо нашёл заброшенный среди джунглей древний город, но это лишь красивая легенда. Ангкор-Ват никогда не был полностью заброшен, в нем всегда жили и живут монахи. Сам А. Муо в своих записках о путешествиях упоминал, что ещё лет за пять до его приезда в Ангкор-Вате бывали другие европейские исследователи и в том числе французский миссионер Шарль-Эмиль Буйево, опубликовавший свой отчёт в 1857 году: «Путешествие в Индокитай 1848—1856», «Аннам и Камбоджа». 
В 1858 году А. Муо совершил из Бангкока четыре путешествия вглубь Сиама, Камбоджи и Лаоса. В январе 1860 года он достиг храмового комплекса Ангкор-Ват. Он описал этот визит, оставив подробнейшие записи о трёхнедельном пребывании и зарисовки, которые затем вошли в его посмертно изданную книгу.
Умер Анри Муо в 1861 году от малярии, в своей четвёртой экспедиции по Лаосу. Был похоронен там же, вблизи столицы Луанг-Прабанг, месторасположение его гробницы известно и сейчас.

## Сочинения
- Voyage dans les royaumes de Siam, de Cambodge, de Laos et autres parties centrales de l’Indochine (1858-1861) par feu Henri Mouhot, naturaliste francais // Le Tour du Monde, Париж, 8, 2° semestre 1863:  219-352 + 2 cartes.